# Warren Worthington III
Warren Kenneth Worthington III är en fiktiv figur, en antihjälte i serietidningar i Marvel Comics-universumet. Ursprungligen var han känd som Angel och senare Archangelsk, och en av grundmedlemmarna i X-Men. Han skapades av författaren Stan Lee och serietecknaren/medförfattaren Jack Kirby och debuterade först i X-Men (vol. 1) #1 (september 1963) som Angel. Han debuterade först som Archangel i X-Factor (vol. 1) #24 (januari 1988). Sitt namn har han från de vita vingar som en dag växte ut från hans rygg, vilka ger honom flygförmåga. Han rekryterades av Professor X för att ingå i dennes superhjältegrupp X-Men.
Efter att ha attackerats av Marauders i äventyret Mutant Massacre var Angels vingar totalförstörda och fick amputeras. Han blev mycket deprimerad över detta och det verkade för omvärlden som att han begick självmord i ett exploderande flygplan.
I själva verket hade han blivit "räddad" av superskurken Apocalypse som förvandlade honom till en av Apokalypsens fyra ryttare, döden. Han lyckades dock bryta sig fri ur dennes influens och fick med tiden tillbaka sina naturliga vita vingar, men numera med blå hy. Är numera känd som Archangel.